# Pollens vanga
De Pollens vanga (Xenopirostris polleni) is een endemische vogelsoort uit de familie vanga's (Vangidae), een familie van zangvogels die alleen op Madagaskar voorkomt. De Pollens vanga is in 1868 door de Duitse ornitholoog (en later directeur van het Rijksmuseum van Natuurlijke Historie in Leiden) Hermann Schlegel beschreven en genoemd naar de Nederlandse ontdekkingsreiziger en verzamelaar François P.L. Pollen.

## Kenmerken
De Pollens vanga heeft net als vergelijkbare soorten een zware, dikke snavel die bleekblauw gekleurd is. De mannetjes hebben een zwarte kop en borst terwijl bij de vrouwtjes de borst roze gekleurd is. De rug is grijs en de onderkant is bijna wit.

## Verspreiding en leefgebied
De Pollens vanga is een vogel van ongestoord, vochtig regenbos tot op een hoogte van 2000 m boven de zeespiegel in het oostelijk deel van Madagaskar. In de zuidelijk helft is de vogel nog redelijk algemeen in de natuurparken Andohahela en Ranomafana. In het noordelijk deel van zijn verspreidingsgebied is de Pollens vanga schaars.

## Status
Het leefgebied van deze vanga wordt bedreigd door ontbossing, houtkap en het in cultuur brengen van land. Door het tempo van deze ontbossing zal veel van het leefgebied in de toekomst verdwijnen en daarom staat de Pollens vanga als gevoelig op de internationale rode lijst.